# Despotisme

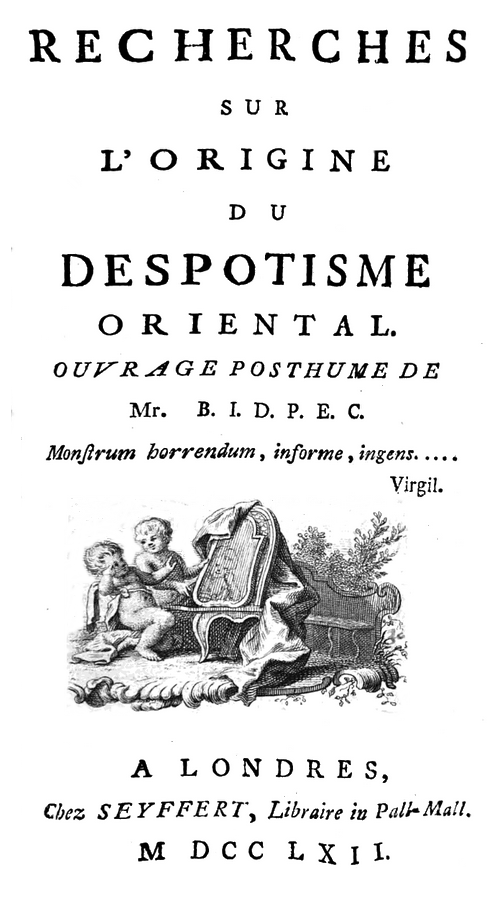
Œuvre posthume publiée par Paul Henri Thiry d'Holbach.

Le despotisme est une forme de gouvernement où tous les pouvoirs sont rassemblés dans les mains d'un seul homme, qui s'appuie sur la contrainte policière et la terreur de ses sujets.

## Principe
Le despotisme est une forme de gouvernement qu'Aristote jugeait propre aux « sociétés serviles», où l'autorité est exercée par un despote qui, seul et sans le concours de la loi -si ce n'est religieuse, règne avec un pouvoir politique absolu et arbitraire, fondé sur la crainte.
Dans sa forme classique, le despote est pour ses sujets, tel le père de famille pour ses enfants. Le despote œuvre pour le bien de sa famille. Le pouvoir despotique donne une marche de conduite à suivre, tel que le ferait un père envers ses enfants. Cette forme de despotisme est la première forme connue d'État et de civilisation.
Le despotisme ne doit pas être confondu avec la tyrannie qui est un régime où seul l'intérêt du tyran compte. Le tyran se sert des sujets de façon abusive afin de satisfaire son propre intérêt, et non pour le bien commun.
On parle de despotisme éclairé, dans l'Europe du XVIIIe siècle, pour désigner des chefs d'État qui passent outre aux droits de débat, d'opposition ou de remontrance des pouvoirs constitués pour imposer certaines réformes dans les systèmes politiques et sociétés de leur pays.
Ainsi, par exemple, le roi Frédéric II de Prusse, conseillé par Voltaire, rédigea un ouvrage contre Machiavel, inspiré par les idéaux du Siècle des Lumières.
Bien que le mot ait une connotation péjorative aujourd'hui, il était autrefois un titre légitime dans l'Empire byzantin.
Le titre était typiquement transmis à la descendance mâle de l'empereur, et à partir du XIIIe siècle à des princes étrangers.  Les despotes régnaient sur des parties de l'empire.

## Œuvres sur le despotisme
- 1751 - Louis de Jaucourt.- Despotisme dans L’Encyclopédie, 1re édition
- 1775 - Honoré-Gabriel Riqueti de Mirabeau, Essai sur le despotisme (œuvre littéraire), Londres, 1775, [lire en ligne].
- 1761-1762 - Nicolas Antoine Boulanger, Paul Henri Thiry d’Holbach, Recherches sur l'origine du despotisme oriental et des superstitions, Ouvrage posthume de Mr. B. I. D. P. E. C. (œuvre littéraire), Christlieb Seyffert, 1762, [lire en ligne].. Réédition : Paris, Hachette, 1972
- 2016 - Abd al-Rahman al-Kawakibi, Du despotisme et autres textes (œuvre littéraire), Actes Sud, Paris, Janvier 2016.